# 伍斯特峰
伍斯特峰（英語：Worcester Summit）是南極洲的山峰，位於伊莉莎白女王地，屬於彭薩科拉山脈中杜費克山的一部分，海拔高度為2,030米，現時由南極條約體系管理。
82°36′S 52°22′W / 82.600°S 52.367°W